# Jezero (Bihács)
Jezero falu Bosznia-Hercegovinában, Bihács községben, a Bosznia-hercegovinai Föderáció Una-Szanai kantonjában.

## Fekvése
Bihács központjától légvonalban és közúton 10 km-re északkeletre, a Grmuš-Srbljani fennsíkon, az Una jobb partja közelében fekszik. Nevét a központjában található tóról kapta.

## Népessége
| Nemzetiségi csoport | Népesség 1991 | Népesség 2013 |
| ------------------- | ------------- | ------------- |
| Szerb               | 2             | 1             |
| Bosnyák             | 560           | 433           |
| Horvát              | 0             | 0             |
| Jugoszláv           | 0             | 0             |
| Egyéb               | 6             | 2             |
| Összesen            | 568           | 436           |

## Története
A falu területe már a középkorban is lakott volt, ennek a településnek a temploma valószínűleg a mai falutól délre fekvő mezőn állt. 
Az itteni muszlimokat Oszmán Birodalom uralma alatt, közvetlenül Bihács elfoglalása után említik először, a helyi mecset pedig 1677-ben épült, közvetlenül a tó mellett. Az 1895-ös népszámlálás és egyházi épületek összeírása szerint a jezerói gyülekezetnek akkor egy mecsetje és három általános iskolája volt. A jezerói mecset tulajdonjogát 1912-ben jegyezték be. A régebbi gyülekezeti tagok egy valószínűleg 1895-ből származó fából készült mecsetet emlegetnek, amely egészen 1940-ig működött, amikor az új, kőből épült dzsámi építése befejeződött. A Jugoszlávia elleni agresszió során a régi mecsetet és a gyülekezet infrastruktúráját lebontották, az embereket pedig kénytelenek voltak elhagyni otthonaikat. A háború után az emberek visszatértek otthonukba, és mindenekelőtt a muszlim gyülekezet házában iskolát létesítettek, amely egyben mecsetként is szolgált. Időközben egy másik helyen megkezdődött az új mecset építése, a régi mecsetnél lényegesen nagyobb méretekkel. A mecset alapját 1997-ben tették le és 2006-ban ünnepélyesen nyitották meg. 
A régi mecsetet 2009-ben újították fel és nyitották meg, és a háború 371 muszlim mártírjának és 12 polgári áldozatának nevét és vezetéknevét, születési évét, halálozási évét, származási helyét tartalmazó központi vértanús emlékművé alakították át.

## Nevezetességei
- A település mecsetét 1997 és 2006 között építették.

- A régi mecsetet a helyi muszlim mártírok emlékhelyévé alakították át, melyet 2009-ben avattak fel.

- A falutól délre fekvő mezőn, egy 13x10 méteres területen talált építési törmeléket Václav Radímsky 1893-ban késő középkori templom maradványaként azonosította.[3]